# Bildstock (Obereschenbach; Winnweg)

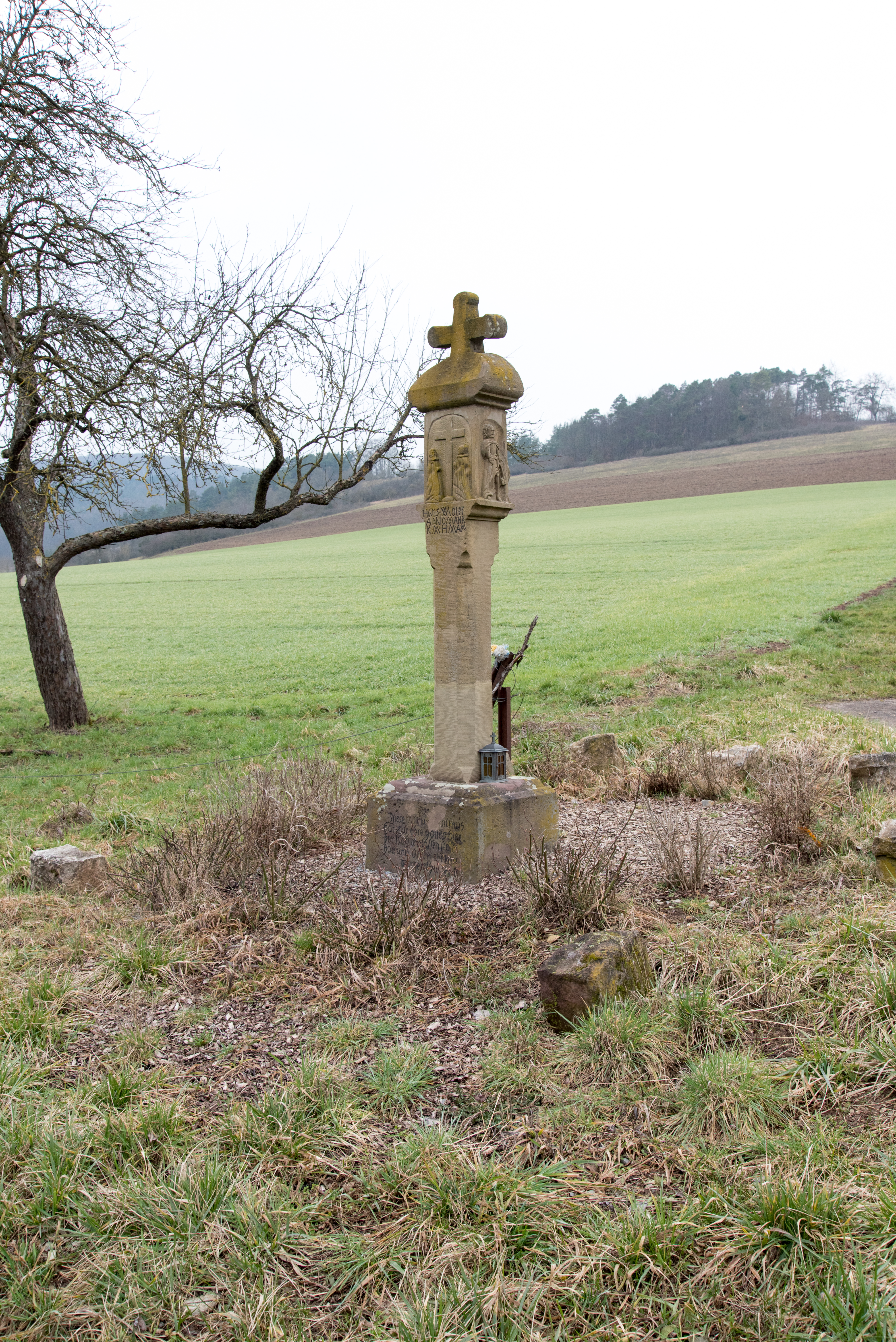
Bildstock in Obereschenbach, am Winnweg

Der Kreuzdachbildstock Winnweg befindet sich in Obereschenbach, einem Gemeindeteil der Kleinstadt Hammelburg im Landkreis Bad Kissingen am Winnweg an der Straße Richtung Gemünden, 500 Meter südwestlich von Obereschenbach.
Er gehört zu den Baudenkmälern von Hammelburg und ist unter der Nummer D-6-72-127-187 in der Bayerischen Denkmalliste registriert.

## Beschreibung
Der 305 cm hohe Bildstock besteht aus gelbem Sandstein. Er entstand im Jahr 1626 oder 1837. Der Bildstock wurde im Jahr 1970 renoviert.
Der Bildstock besteht aus einem Kapitell mit den Abmessungen 80 cm × 30 cm × 26 cm, einem abgefasten Schaft mit den Abmessungen 12 cm × 8 cm × 12 cm × 8 cm × 12 cm × 8 cm × 12 cm × 8 cm, einem Kuppeldach mit Kreuzbekrönung und einem vierkantigen Gehäuse. Das Doppelrelief zeigt auf der Beschauerseite die Kreuzigung Christi mit den Assistenzfiguren der Muttergottes Maria und des Apostels Johannes und auf der Rückseite die beiden Stifterfiguren vor einem leeren Kreuzesstamm. Unter dem Hauptrelief befindet sich eine Inschriftenblende:

„Stofell Haid, Margareth Haidin, 1837“

Unter dem Relief der Rückseite befindet sich die Inschrift:

„Hans Woler, Anna Mauer, K.M.H. M.A.N. 1626“

Auf den Seiten befinden sich Heiligendarstellungen. Der links dargestellte Heilige ist unbekannt, während rechts der hl. Petrus dargestellt wird.
Der Sockel hat die Abmessungen 35 cm × 63 cm × 56 cm und trägt folgende noch lesbare Inschrift:

„Diese Biltnus hat zu Ehre Gottes.....“